# Финшгау

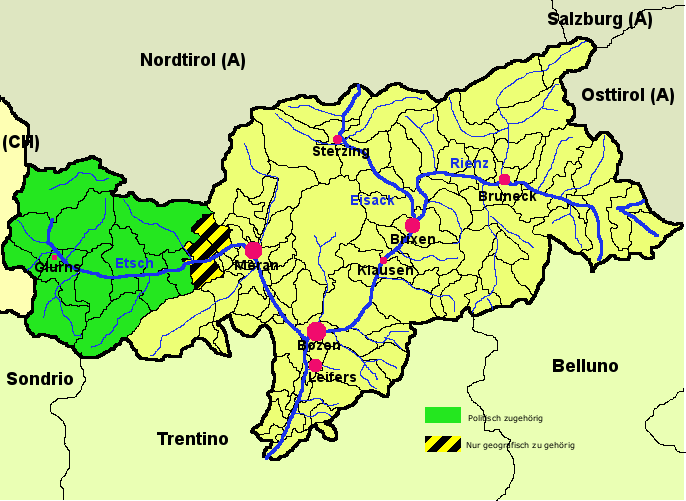
Южный Тироль и Валь-Веноста; естественное географическое разделение не совпадает с его административно-политическим делением

Финшгау или Валь Веноста (нем. Vinschgau, итал. Val Venosta) — система долин в самой западной части Южного Тироля или автономной провинции Больцано в итальянском регионе Трентино — Альто-Адидже/Зюдтироль.

## Этимология
По происхождению имена итал. «Venosta» и нем. «Vinschgau» связывают с названием племени «Venostes» выбитым на «Tropaeum Alpium», памятник установлен древними римлянами во французском местечке La Turbie рядом с границей Монако после завоевания альпийских племен в 15 г. до н. э.

## Языки
Согласно результатам переписи 2001 года, 96,51 % населения Финшгау говорят на немецком языке, 3,41 % — на итальянском и 0,08 % — на ладинском.

## География
Финшгау расположена в верховьях реки Адидже и является ледниковой долиной, протягивающейся выпуклой к юго-востоку дугой от перевала Решен (Ресиа) до местечка Тел близ Мерана. Длина около 71 километров от перевала Ресиа до Тел.
Вокруг долины поднимаются высокие хребты разделённые долинами рек и внутригорными и межгорными котловинами, представляющие на севере южные отроги Эцтальских Альп, называющиеся Зонненберг, на западе горная группа Сесвенна образует кусок границы между Швейцарией и Италией, на юге цепь Ортлеса (3905 м), самая высокая гора Южного Тироля, рядом с границей Швейцарии, и на юго-востоке долина ограничена Ультенскими горами. Периферийные части Ортлера сложены преимущественно слюдистыми и кристаллическими сланцами, а зона массива Ортлерa — известняками и доломитами.
Дно долины полностью покрыто четвертичными осадочными материалами и составляет 122 км². Особенно бросающимися в глаза признаками являются конусы выноса составляющие 70 % её поверхности и формировавшие в некоторых особых случаях ступени долины и имеющие вид слабовыпуклого полуконуса, образованного скоплением рыхлого обломочного материала в устьевой части небольших рек. Возникли после последнего ледникового периода вследствие отложения наносов при уменьшении скорости течения воды, связанном с изменением уклонов поверхности. На конусе выноса нередко располагаются населённые пункты.

## Климат
Валь-Веноста лежит в центральной части Альп. Здесь Альпы достигают своей наибольшей ширины (250 километров). Кроме того долина окружена высокими хребтами — факт влекущий за собой с точки зрения климата островное и самое закрытое местоположение в Восточных Альпах и приводящий к уменьшению выпадения осадков. Метеорологические образования, приближающиеся и от Атлантического океана, и с юга, ослабляются и вызывают сухость в сельском хозяйстве. Искусственное орошение является необходимостью, потому что только оно позволяет обеспечить стабильное получение сельскохозяйственной продукции. Средние температуры января от −1 °С в Шландерсе до −6,2 °C на перевале Решен (Ресиа) — июля +14°… +19 °C. Осадки выпадают преимущественно летом: 481 мм в среднее в год в Шландерсе — 663 мм в год на перевале Решен (Ресиа).

## Оросительное сооружение
Необходимость искусственного орошения путём объединения усилий отдельных общин в течение веков привела к полному покрытию сельскохозяйственных пространств ирригационными каналами и оросительными сооружениями. Эти каналы на локальном диалекте называются «вааль». Часто подводящие воду каналы укладывались на крутых склонах и транспортировали воду из полноводных источников боковых долин в главную долину. После развития производства железных и пластмассовых оросительных труб примитивные каналы нередко были заменены более современными сооружениями. Но оставшиеся «ваали» сегодня считаются ценными традиционно-культурными объектами. Туристы постепенно открыли для себя сопровождающие «ваали» тропинки, которые прежде были доступны только контролирующему персоналу. Эти тропинки оснащены средствами безопасными и ограждениями, пересекают склоны долины и являются хорошими обзорными пунктами ландшафта Финшгау.

## Достопримечательности
Финшгау имеет различные горнолыжные зоны: район перевала Решен (нем. Reschenpass, итал. Passo di Resia), район Ортлеса (нем. Sulden, итал. Solda) с перевалом Пассо-дело-Стельвио (итал. Passo dello Stelvio или Штильфзер-Йох — нем. Stilfser Joch) и Шнальсталь (нем. Schnalstal, итал. Val Senales — Валь-Сеналес). Горнолыжные зоны Шнальсталь и Штильфзер-Йох работают также в летний период. Здесь можно кататься даже летом: на ледниках снег лежит круглый год.
В сентябре 1991 года на одном из местных ледников был найден вытаявший изо льда Этци, охотник бронзового века, пролежавший во льду около 5 000 лет.
В Финшгау расположен замок Юваль XIII века, так называемый замок Райнхольда Месснера, в котором находится замечательная коллекция восточного искусства.